# Альвеар, Торкуато де
Торкуато Антонио де Альвеар-и-Саэнс де ла Кинтанилья (исп. Torcuato Antonio de Alvear y Sáenz de la Quintanilla; 21 апреля 1822, Монтевидео — 8 декабря 1890, Буэнос-Айрес) — аргентинский консервативный политический деятель, первый мэр Буэнос-Айреса. Представитель семьи Альвеар: сын верховного правителя Аргентины генерала Карлоса Мария де Альвеара, отец президента Марсело Торкуато де Альвеара.
В 1880-х годах произошла так называемая федерализация Буэнос-Айреса, то есть административное разделение города и провинции Буэнос-Айрес. В связи с этим появилась должность мэра столицы. Первым градоначальником по назначению президента Хулио Рока стал в 1883 году де Альвеар. В период его руководства Буэнос-Айресом в городе была расширена дорожная сеть коммуникаций, налажено электрическое и водоснабжение, уличное освещение, развивался общественный транспорт. Альвеар стал одним из инициаторов бурного строительства города в конце XIX века. В частности, с его именем связано строительство и реконструкция площади Пласа-де-Майо и улицы Авенида-де-Майо.
В 1890, спустя десять лет после смерти Альвеара, ему был установлен памятник в районе Реколета. Именем губернатора названа одна из площадей аргентинской столицы.